# Lloyd de Meza
Lloyd de Meza, pseudoniem van Lloyd Wezer (Den Haag, 11 mei 1976) is een Nederlands r&b-zanger. 
Hij begon zijn carrière in 1995 als lid van de r&b-groep Arnhemsgewijs waarmee hij de succesvolle singles Je hebt me gebruikt (1996) en Ik mis jou (1997) uitbracht. Nadat hij in 1998 deze groep verliet, begon hij als Lloyd de Meza aan een solocarrière. Hij was te horen als zanger op de nummer-1-single Schudden van Def Rhymz en op De vierde kaart van Brainpower, en haalde solo enkele malen de Nederlandse Single Top 100.
Later verdween De Meza naar de achtergrond.
In 2013 keerde hij terug bij Arnhemsgewijs dat in de originele bezetting enkele singles uitbracht die de hitparades niet haalden. Ook enkele solosingles haalden de hitlijsten niet. In 2017 deed hij mee aan The Voice of Holland, maar hij strandde al in de auditie-ronde, omdat geen van de coaches omdraaide.

## Singles
| Single met eventuele hitnotering(en) in de Nederlandse Top 40 | Datum van verschijnen | Datum van binnenkomst | Hoogste positie | Aantal weken | Opmerkingen                                                                    |
| ------------------------------------------------------------- | --------------------- | --------------------- | --------------- | ------------ | ------------------------------------------------------------------------------ |
| De Vierde Kaart                                               | 2001                  | 10-02-2001            | 31              | 5            | Brainpower ft LLoyd / #40 in de Single Top 100                                 |
| Ze Zitten Me Achterna                                         | 2001                  | 09-06-2001            | 36              | 2            | Def Rhymz ft Lloyd / #30 in de Single Top 100                                  |
| Elke stap                                                     | 2002                  | 05-01-2002            | 22              | 8            | Als Lloyd / #14 in de Single Top 100                                           |
| Droomvrouw                                                    | 2002                  |                       |                 |              | Als Lloyd / #79 in de Single Top 100                                           |
| En nu ga je dansen klootzak                                   | 2005                  | 11 juni 2005          | 35              | 3            | DJ Chuckie feat. Lloyd & QF & Big Mic and Immoralis / #79 in de Single Top 100 |
| Mijn diamant                                                  | 2006                  |                       | tip13           |              | Als Lloyd de Meza / #68 in de Single Top 100                                   |